# Joan Tomàs Roca
Joan Tomàs Roca (ur. 17 lutego 1951 w Andorze) – andorski strzelec, pięciokrotny olimpijczyk. Brał udział w igrzyskach w latach 1976 (Montreal), 1980 (Moskwa), 1984 (Los Angeles), 2000 (Sydney) i 2012 (Londyn). Nie zdobył żadnego medalu. Ma brata narciarza alpejskiego Esteve Tomasa, również olimpijczyka.

## Osiągnięcia
Letnie Igrzyska Olimpijskie 1976 w Montrealu
| Konkurencja | Eliminacje | Eliminacje | Finał  | Finał   |
| Konkurencja | Punkty     | Miejsce    | Punkty | Miejsce |
| ----------- | ---------- | ---------- | ------ | ------- |
| Trap        |            |            | 162    | 33.     |

Letnie Igrzyska Olimpijskie 1980 w Moskwie
| Konkurencja | Eliminacje | Eliminacje | Finał  | Finał   |
| Konkurencja | Punkty     | Miejsce    | Punkty | Miejsce |
| ----------- | ---------- | ---------- | ------ | ------- |
| Trap        |            |            | 181    | 26.     |

Letnie Igrzyska Olimpijskie 1984 w Los Angeles
| Konkurencja | Eliminacje | Eliminacje | Finał  | Finał   |
| Konkurencja | Punkty     | Miejsce    | Punkty | Miejsce |
| ----------- | ---------- | ---------- | ------ | ------- |
| Trap        |            |            | 180    | 26.     |

Letnie Igrzyska Olimpijskie 2000 w Sydney
| Konkurencja | Eliminacje | Eliminacje | Finał                          | Finał                          |
| Konkurencja | Punkty     | Miejsce    | Punkty                         | Miejsce                        |
| ----------- | ---------- | ---------- | ------------------------------ | ------------------------------ |
| Trap        | 101        | 39.        | → Odpadł z dalszej rywalizacji | → Odpadł z dalszej rywalizacji |

Letnie Igrzyska Olimpijskie 2012 w Londynie
| Konkurencja | Kwalifikacje | Kwalifikacje | Finał                          | Finał                          |
| Konkurencja | Punkty       | Miejsce      | Punkty                         | Miejsce                        |
| ----------- | ------------ | ------------ | ------------------------------ | ------------------------------ |
| Trap        | 103          | 33.          | → Odpadł z dalszej rywalizacji | → Odpadł z dalszej rywalizacji |